# Lahnajärvi (sjö i Kangasala, Birkaland)
Lahnajärvi är en sjö i kommunen Kangasala i landskapet Birkaland i Finland. Arean är 24 hektar och strandlinjen är 3,2 kilometer lång.  Den  ingår i Kumo älvs huvudavrinningsområde.  Sjön ligger omkring 15 kilometer sydöst om Tammerfors och omkring 150 kilometer norr om Helsingfors. 
I sjön finns ön Pajusaari. 